# Right Where You Want Me (album)
Right Where You Want Me är ett musikalbum med Jesse McCartney från 2006. Detta album är Jesses andra.

## Låtlista
1. Right Where You Want Me - 3:32
2. Just So You Know - 3:53
3. Blow Your Mind - 3:11
4. Right Back In The Water - 3:26
5. Anybody - 3:21
6. Tell Her - 4:00
7. Just Go - 3:38
8. Can't Let You Go - 2:46
9. We Can Go Anywhere - 3:35
10. Feelin' You - 3:25
11. Invincible - 3:43
12. Daddy's Little Girl - 2:44

## Singlar
- Right Where You Want Me
- Just So You Know
- Just Go